# Antonio Hart
Antonio Hart (* 30. September 1968 in Baltimore, Maryland) ist ein US-amerikanischer Jazz-Altsaxophonist des Modern Jazz. 
Hart besuchte die Baltimore School for the Arts, das Berklee College of Music und hat einen Masterabschluss vom Queens College, City University of New York. Seine ursprüngliche Ausbildung war klassisch, aber er wechselte auf dem College zum Jazz. Anerkennung brachte ihm die Zusammenarbeit mit Roy Hargrove.
1991 zog er nach New York, wo er zunächst mit Roy Hargrove arbeitete. 
Nach einer Reihe von Alben für das Jazzlabel Novus entstand 1996 mit Gastmusikern wie Robin Eubanks, Shirley Scott und Amadou Dioulde Diallo das Album Here I Stand auf Impulse! Records.
Er spielt einen unauffälligen Modern Jazz, die Stücke sind kurz im Balladencharakter gehalten oder angedeutet, werden aber von den beteiligten Musikern ausführlich zum Improvisieren genutzt, weshalb der Hörer den Eindruck bekommen mag, es handle sich um eine komplizierte und fälschlicherweise „freie“ Musik. Bemerkenswert ist seine sehr gute Intonation, des unter Jazzmusikern als schwierig geltenden Altsaxophons. 
Hart ist derzeit Professor an der Aaron Copland School of Music am Queens College City University of New York.

## Auswahldiskographie
- Here I Stand, (Impulse! Records, 1996)
- It's All Good, (Novus)
- Ama Tu Sonrisa (Enja Records, 2001)